# Aglais leodiensis
Aglais leodiensis är en fjärilsart som beskrevs av Cabeau 1927. Aglais leodiensis ingår i släktet Aglais och familjen praktfjärilar. Inga underarter finns listade i Catalogue of Life.